# Funcție de stare
În termodinamica echilibrului o funcție de stare pentru un sistem termodinamic este o funcție care leagă mai mulți parametri de stare sau și alte mărimi care depind doar de echilibrul curent al stării termodinamice a sistemului, (gazos, lichid, solid, cristalizat sau emulsie), dar nu de transformarea termodinamică prin care sistemul a ajuns în starea respectivă.
O funcție de stare descrie stările de echilibru ale unui sistem, descriind astfel și tipul de sistem. Un parametru de stare este de obicei o funcție de stare, astfel încât determinarea altor valori ale parametrului de stare într-o stare de echilibru determină și valoarea parametrului de stare ca funcție de stare în acea stare. Legea gazelor ideale este un bun exemplu. În această ecuație de stare, un parametru de stare (de exemplu presiunea, volumul, temperatura sau cantitatea de substanță într-un sistem gazos în echilibru) este o funcție a altor parametri de stare, deci este considerată o funcție de stare. O funcție de stare ar putea descrie, de asemenea, numărul unui anumit tip de atomi sau molecule într-o formă gazoasă, lichidă sau solidă într-un amestec omogen sau eterogen, sau cantitatea de energie necesară pentru a crea un astfel de sistem sau a trece sistemul într-o stare de echilibru diferită.
Energia internă, entalpia și entropia sunt exemple de parametri de stare sau funcții de stare, deoarece descriu cantitativ o stare de echilibru a unui sistem termodinamic, indiferent de modul în care sistemul a ajuns în acea stare. În schimb, lucrul mecanic și căldura sunt mărimi de proces sau funcții de proces, deoarece valorile lor depind de o anumită „cale” între două stări de echilibru ale sistemului pentru a ajunge în starea finală de echilibru. Căldura (în anumite cantități discrete) poate descrie o funcție de stare, cum ar fi entalpia, dar, în general, nu descrie cu adevărat sistemul decât dacă este definită ca funcție de stare a unui anumit sistem și astfel entalpia poate fi descrisă de o cantitate de căldură. Acest lucru se poate aplica și în cazul entropiei atunci când căldura este comparată cu temperatura. Descrierea nu este valabilă pentru cantitățile care prezintă histerezis.

## Istoric
Este probabil ca expresia „funcție de stare” să fi fost folosită într-un sens liber în anii 1850 și 1860 de către cei precum Rudolf Clausius, William Rankine, Peter Tait și William Thomson. Până în anii 1870 expresia primise o utilizare proprie. În lucrarea sa din 1873, Graphical Methods in the Thermodynamics of Fluids (în română Metode grafice în termodinamica fluidelor), Josiah Willard Gibbs afirmă: „Mărimile v, p, t, ε și η sunt determinate atunci când este dată starea corpului și poate fi permis să le numim funcții de stare ale corpului”.

## Descriere
Un sistem termodinamic este descris de un număr de parametri termodinamici (de exemplu, temperatura, volumul sau presiunea) care nu sunt neapărat independenți. Numărul de parametri necesari pentru a descrie sistemul este dimensiunea spațiului stărilor sistemului (D). De exemplu, un gaz monoatomic cu un număr fix de particule este un caz simplu al unui sistem bidimensional (D = 2). Orice sistem bidimensional este specificat în mod unic de doi parametri. Alegerea unei perechi diferite de parametri, cum ar fi presiunea și volumul în loc de presiune și temperatură, creează un sistem de coordonate diferit în spațiul  termodinamic bidimensional al stărilor, dar este echivalent. Presiunea și temperatura pot fi folosite pentru a găsi volumul, presiunea și volumul pot fi folosite pentru a găsi temperatura, iar temperatura și volumul pot fi folosite pentru a găsi presiunea. O afirmație analogă este valabilă pentru spații din dimensiuni superioare, așa cum este descris de postulatul stării.
În general, un spațiu al stărilor este definit printr-o ecuație de forma {\displaystyle F(p,V,T,\ldots )=0}, unde p este presiunea, T  este temperatura, V este volumul, iar punctele de suspensie indică alți posibili parametri de stare, cum ar fi numărul de particule N și entropia S. Dacă spațiul stărilor este bidimensional ca în exemplul de mai sus, acesta poate fi vizualizat ca un grafic tridimensional (o suprafață în spațiul tridimensional). Totuși, etichetele axelor nu sunt unice (deoarece există mai mult de trei variabile de stare în acest caz) și sunt necesare doar două variabile independente pentru a defini starea.
Când un sistem își schimbă starea continuu, acesta parcurge o „cale” în spațiul stărilor. Calea poate fi specificată notând valorile parametrilor de stare pe măsură ce sistemul urmărește calea, fie în funcție de timp, fie în funcție de altă variabilă externă. De exemplu, având presiunea p(t) și volumul V(t) ca funcții de timp din momentul t0 și până la t1 se va specifica o cale în spațiul bidimensional al stărilor. Orice funcție de timp poate fi apoi integrată peste cale. De exemplu, pentru a calcula lucrul mecanic efectuat de sistem din momentul t0 până la t 1, se calculează {\textstyle L(t_{0},t_{1})=\int _{0}^{1}p\,dV=\int _{t_{0}}^{t_{1}}p(t){\frac {dV(t)}{dt}}\,dt}. Pentru a calcula lucrul mecanic L în integrala de mai sus, funcțiile p(t) și V(t) trebuie cunoscute în orice moment t pe întreaga cale. În schimb, o funcție de stare depinde numai de valorile parametrilor sistemului în punctele finale ale căii. De exemplu, următoarea ecuație poate fi folosită pentru a calcula lucrul mecanic plus integrala lui V dp pe cale:
{\displaystyle {\begin{aligned}\Phi (t_{0},t_{1})&=\int _{t_{0}}^{t_{1}}p{\frac {dV}{dt}}\,dt+\int _{t_{0}}^{t_{1}}V{\frac {dp}{dt}}\,dt\\&=\int _{t_{0}}^{t_{1}}{\frac {d(pV)}{dt}}\,dt=p(t_{1})V(t_{1})-p(t_{0})V(t_{0}).\end{aligned}}}
În ecuație, {\displaystyle {\frac {d(pV)}{dt}}dt=d(pV)} poate fi exprimat ca diferențială exactă a funcției p(t)V(t). Prin urmare, integrala poate fi exprimată ca diferența între valorile lui p(t)V(t) la capetele integralei. Prin urmare, produsul pV este o funcție de stare a sistemului.
Pentru o diferențială exactă va fi folosită notația d. Cu alte cuvinte, integrala lui dΦ va fi egală cu Φ(t1) − Φ(t0). Simbolul δ va fi rezervat pentru o diferențială inexactă care nu poate fi integrată fără cunoașterea completă a căii. De exemplu, δW = pdV va fi folosit pentru a indica un increment infinitezimal al lucrului mecanic.
Funcțiile de stare reprezintă cantități sau proprietăți ale unui sistem termodinamic, în timp ce funcțiile care nu sunt de stare reprezintă un proces în timpul căruia funcțiile de stare variază. De exemplu, funcția de stare pV este proporțională cu energia internă a unui gaz ideal, dar lucrul mecanic L este cantitatea de energie transferată când sistemul produce acest lucru mecanic. Energia internă este identificabilă; este o formă particulară de energie. Lucrul mecanic este cantitatea de energie care și-a schimbat forma sau locul.

## Listă de funcții de stare
În termodinamică sunt considerate funcții de stare următoarele:
- Masă
- Energie (E)
  - Entalpie (H sau I)
  - Energie internă (U)
  - Energie liberă Gibbs (G)
  - Energie liberă Helmholtz (F)
  - Exergie (B)
- Entropie (S)
- Presiune (p)
- Temperatură (T)
- Volum (V)
- Volum masic (v) sau inversul său, densitate (ρ)
- Compoziție chimică
- Număr de particule (ni)